# Sydney Chapman
Sydney Chapman FRS (Eccles, Salford, 29 de janeiro de 1888 — Boulder (Colorado), 16 de junho de 1970) foi um matemático e geofísico britânico.
Foi professor da Cátedra Beyer de Matemática Aplicada, de 1920 a 1924.

## Prémios e honrarias
- 1913 — Prémio Smith
- 1928 — Prêmio Adams
- 1934 — Medalha Real[5]
- 1941 — Medalha e Prémio Appleton[6]
- 1944 — Medalha De Morgan[7]
- 1949 — Medalha de Ouro da Royal Astronomical Society[8]
- 1956 — Prêmio Antonio Feltrinelli[9]
- 1956 — Medalha Hodgkins[10]
- 1962 — Medalha William Bowie[11]
- 1964 — Medalha Copley[12]
- 1965 — Medalha de Ouro Symons
- 1969 — Medalha Emil Wiechert